# Miroslav Hanuš
Miroslav Hanuš ( Praga, 23 de mayo de 1963 ) es un actor checo. 

## Biografía
Hanuš nació el 23 de mayo de 1963 en Praga, capital de la República Checa. Es un actor conocido por sus papeles en películas como Hostel (2005), Nunca estamos solos (2016) y Vzteklina (2017).

## Filmografía

### Películas
- ROMing (2007)
- Inocence (2011)
- Nunca estamos solos (2016)
- Por qué no te quedas quieto (2017)
- Domestik (2018)
- Šarlatán (2020)
- Havel (2020)
- Droneman (2020)
- Her Drunken Diary (2024)

### Televisión
- Ulice (2005)
- Případy 1. (2014) [4]
- Iveta (2022)
- Stíny v mlze (2022)
- Podezření (2022)